# 1906 no Brasil
Esta é uma cronologia dos fatos acontecimentos de ano 1906 no Brasil.

## Incumbentes
- Presidente do Brasil - Rodrigues Alves (15 de novembro de 1902 - 15 de novembro de 1906)
- Presidente do Brasil - Afonso Pena (15 de novembro de 1906 - 14 de junho de 1909)

## Eventos
- O alistamento militar se torna um ato obrigatório para brasileiros do sexo masculino que estejam completando 18 anos.
- 21 de janeiro: O encouraçado de esquadra brasileiro Aquidabã é naufragado após sofrer uma explosão na baía de Jacuacanga, Angra dos Reis, Rio de Janeiro.[1][2]
- 1 de março: Afonso Pena é eleito presidente do Brasil na eleição presidencial direta.
- 5 de maio: O Tratado de Limites entre o Brasil e os Países Baixos é assinado no Rio de Janeiro, estabelecendo a fronteira internacional entre o Brasil e a colônia neerlandesa do Suriname.
- 23 de outubro: Alberto Santos-Dumont faz um voo de cerca de 220 metros com seu avião, 14-Bis, no Parque de Bagatelle, em Paris, França.[3]
- 9 de novembro: É criada uma empresa ferroviária brasileira, a Brazil Railway Company.
- 15 de novembro: Afonso Pena torna-se o sexto presidente do Brasil.[4]
- 29 de dezembro: Presidente Afonso Pena sanciona um decreto, que cria o Ministério dos Negócios da Agricultura, Indústria e Comércio.[5][6]

## Nascimentos
- 8 de janeiro: Arthur Cezar Ferreira Reis, escritor e professor (m. 1993).
- 26 de fevereiro: Abílio Pereira de Almeida, ator e diretor teatral (m. 1977).
- 30 de julho: Mario de Miranda Quintana, poeta,tradutor e jornalista brasileiro (m. 1994).

## Mortes
- 9 de janeiro: João Nunes da Silva Tavares, general e político (n. 1818).
- 4 de agosto: José de Camargo Barros, bispo católico (n. 1858).
- 28 de outubro: Franklin Dória, político e escritor (n. 1836).